# Cơ Cúc
Cơ Cúc (tiếng Trung:鞠) (2220 TCN - 1720 TCN), là một quý tộc thời nhà Hạ, quân chủ thứ ba của nước Thai trong lịch sử Trung Quốc.
Ông được cho là đã từ bỏ nông nghiệp của cha mình Bất Khuất và ông nội Cơ Khí để ủng hộ việc chăn nuôi của Bắc Địch và Đông Di.
Con trai của ông là Cơ Công Lưu.